# تیجانیه

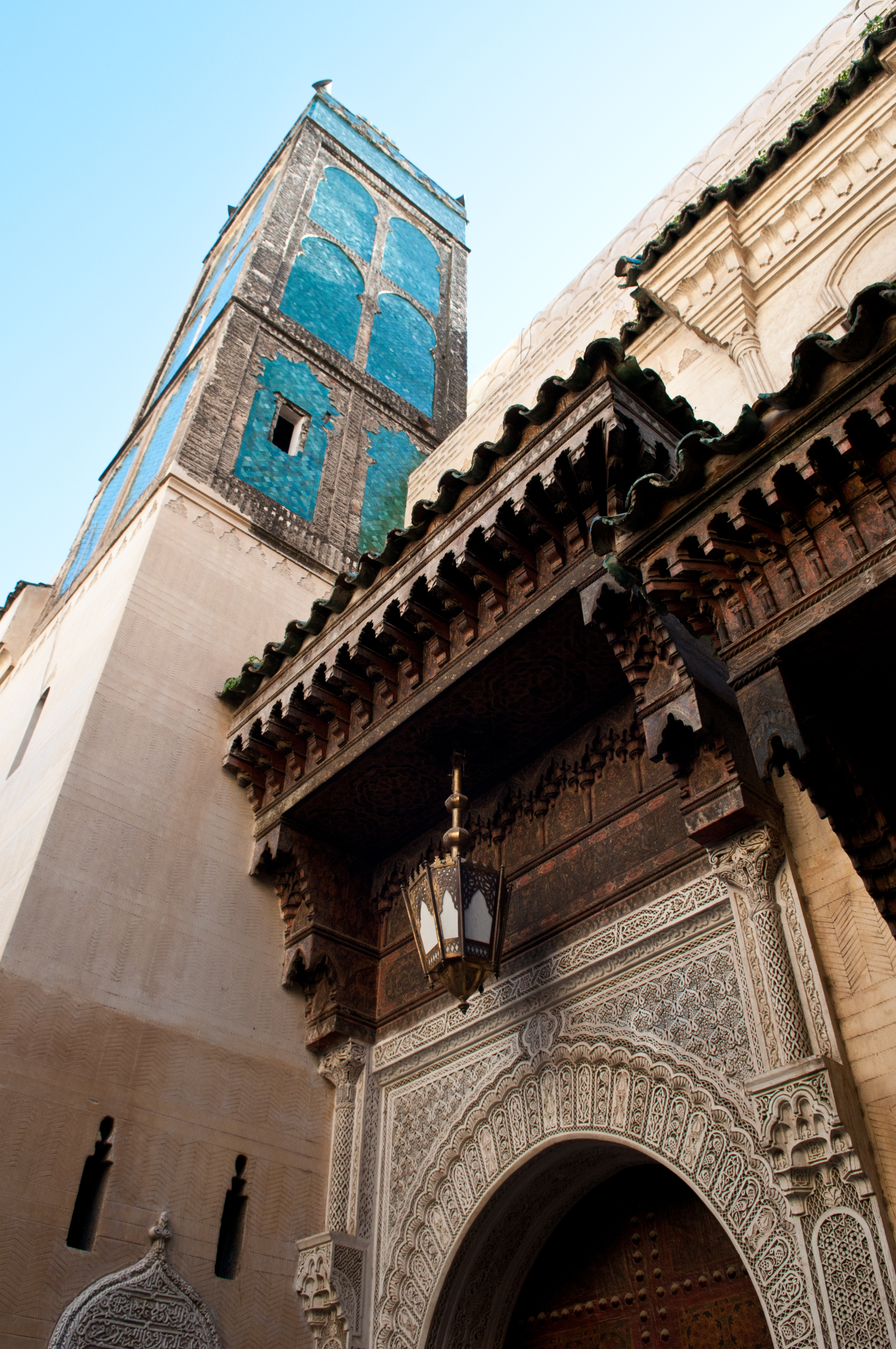
مناره مسجد مقبره احمد تیجانی

طریقت تیجانیه در اواخر قرن هیجدهم میلادی توسط ابوالعباس شیخ احمد تیجانی (اهل الجزایر) به وجود آمد. در نیمه دوم قرن هیجدهم میلادی، فرقه تیجانیه با تلاشهای «شیخ عمر تال» و فرزند وی «سید نورو تال» و نیز «شیخ ابراهیم نیاس» در میان قبیله اولوف در سنگال بتدریج رواج یافت و «الحاج مالک سی» از سال ۱۹۰۲ شهر تیفوان در منطقه تی‌یس را به عنوان مقر رهبری تیجانیه برگزید و آن را مرکز اشاعه این فرقه در سنگال قرار داد. رهبر فعلی این فرقه «شیخ محمد منصور سی» است که از سال۱۹۹۷ رهبری آن را برعهده دارد.